# 마키하타야마 하나
마키하타야마 하나(巻機山 花, 애칭: 하나짱(ハナちゃん, 한국어 더빙판 명칭: 오하나)는 《꼬마마법사 레미》 시리즈에 나오는 등장인물이다. 일본에선 오오타니 이쿠에, 대한민국에선 박신희 성우에서부터 류점희 성우까지 #, 포르테, 비바체 별로 성우가 각각 달리 나왔다.

## 프로필
2000년 3월 25일생이다. 마법계에서 100년 만에 “Witch Queen's Rose”라는 장미에서 태어난 아기로 엄청난 마력을 갖고 있지만 평상시에는 보통 아기와 똑같은 엄청난 울보이다. 원래 그냥 하나라는 이름으로 썼으며, 처음에 태어났을 때는 마법당에서 1년 동안 키워졌지만, 1년이 다 되어 도레미와 친구들과 헤어져  마법계 유치원을 다니고 있다가 다음 해에 도레미와 같이 학교에 다니고 싶어서 스스로 마법 구슬을 깰 정도로 두살에서 11살의 몸으로 커진 후 도레미네 반으로 전학오면서 오하나라는 이름으로 다니기 시작했다. 뿐만 아니라 마법당까지 제과점에서 잡화점으로 개조시켰다. 그래서 맛있는 빵,과자를 사먹으러 마법당 문을 두드리던 사람들에겐 원망의 대상이기도 했다. 푸딩을 상당히 좋아하며, 몸만 성장했기 때문에 아기다운 면모는 그대로 지니고 있다. 마지막엔 여왕 후계자로 지명되며, 마녀가 될 때엔 마법이 풀려 다시 1살의 몸으로 돌아와서 마법계로 돌아가게 된다.

## 같이 보기
- 꼬마마법사 레미
- 꼬마마법사 레미 샵
- 꼬마마법사 레미 포르테
- 꼬마마법사 레미 비바체
- 꼬마마법사 레미 비밀편
- 꼬마마법사 레미의 등장인물
- 하루카제 도레미
- 후지와라 하즈키
- 세노오 아이코
- 세가와 온푸
- 아스카 모모코
- 하루카제 폿프
- 마조리카